# Mecodinops
Mecodinops là một chi bướm đêm thuộc họ Erebidae.